# Brygada Cekhauzu Warszawskiego
 Brygada Cekhauzu Warszawskiego – jednostka artylerii Armii Koronnej.
Brygada sformowana uchwałą Komisji Wojskowej z dnia 1 marca 1767 roku  w wyniku reorganizacji artylerii Armii Koronnej.

## Struktura organizacyjna
- sztab (5 osób)

generał artylerii, pułkownik, oberszlejtnant, major, komisarz
- sztab niższy (10 osób)

oberceugwart, ceugwart, adiutant, audytor, oberfelczer, ceugszrajber, sztabsfurier, pauker, gospodarz cekhauzu, profos
- trzy kompanie po 44 ludzi

kapitan, porucznik, sztukjunkier, oberfajerwarker, fajerwarkier (2), oberbombardier(5), felczer, dobosz(2), bombardier (8), kanonier (17), ślusarz, stelmach, kowal, tokarz
W 1777 brygada składała się z trzech kompanii. Ich stan etatowy wynosił 201 ludzi, faktyczny zaś 199.